# أشكال أجمل لانهاية لها (كتاب)
أشكال أجمل لانهاية لها: العلم الجديد لعلم الأحياء النمائي التطوري وصنع مملكة الحيوان، هو كتاب نشر في عام 2005 للكاتب البيولوجي الجزيئي شون بي. كارول. يقدّم فيه ملخّصاً للمجال الناشئ لعلم الأحياء النمائي التطوّري ودور الأدوات الجينية. وقد فاز بالعديد من الجوائز للتواصل العلمي.
حجّة الكتاب المثيرة للجدل إلى حدّ ما هي أن التطوّر في الحيوانات (على الرغم من حدوث عمليّات مماثلة في الكائنات الأخرى) بدأ في الغالب عن طريق تعديل الطريقة التي تتبعها الجينات التنظيمية، والتي لا ترمز للبروتينات الهيكليّة (مثل الأنزيمات)، في التحكّم في التطوّر الجيني. هذا بدوره، يحوّل هذه الجينات التنظيميّة إلى مجموعة قديمة جداً من الجينات المحفوظة للغاية والتي يطلق عليها كارول اسم مجموعة الأدوات الجينية. يمكن العثور على تسلسلات متطابقة تقريباً في جميع أنحاء مملكة الحيوان، مما يعني أن جينات مجموعة الأدوات الجينية مثل (Hox) يجب ان تكون قد تطوّرت قبل الإشعاع الكامبري الذي أوجد معظم خطط جسم الحيوان الموجودة اليوم. يتمّ استخدام هذه الجينات وإعادة استعمالها، أحياناً عن طريق التكرار ولكن في كثير من الاحيان يتم تطبيقها دون تغيير على الوظائف الجديدة. وبالتالي يمكن إعطاء نفس الإشارة في وقت مختلف من التطوّر، في جزء مختلف من الجنين، مما يخلق تأثيراً مختلفاً على الجسم البالغ. في رأي كارول، هذا يفسّر عدد أشكال الجسم التي يتم إنشاؤها مع عدد قليل جداً من الجينات الهيكليّة.
تمّت الإشادة بالكتاب من قبل النقّاد، ووصفه بأنّه أهم كتاب علمي معروف منذ كتاب ريتشارد دوكينز «صانع الساعات الأعمى».

## المؤلف
شون ب. كارول، هو أستاذ في البيولوجيا الجزيئيّة وعلم الوراثة بجامعة وسكونسن ماديسون. إنه يدرس تطورالعناصر التنظيميّة للـ (cis) (قطع الـDNA غير المشفّرة) التي تساعد على تنظيم التعبير الجيني في الأجنّة النامية، باستخدام ذبابة الفاكهة ككائن حيوي نموذجي. وقد حصلت على جائزة شو للعلماء وجائزة ستيفن جاي غولد بسبب أعماله المهمّة.

## الكتاب

### السياق
اقتبس عنوان الكتاب السطر الأخير من من كتاب أصل الأنواع 1859 لتشارلز داروين، والتي وصف فيها تطوّر جميع الكائنات الحيّة من سلف مشترك: «الأشكال التي لانهاية لها الأجمل والأروع قد تطوّرت، وتتطوّر حالياً». ومع ذلك، لم يكن داروين قادراً على شرح كيفيّة ظهور هذه الأشكال الجسديّة فعليّاً. إن التجميع الحديث للتطوّر وعلم الوراثة في أوائل القرن العشرين، أيضاً، تجاهل التطور الجنيني إلى حدّ كبير لشرح شكل الكائنات الحيّة، حيث أنّ الوراثة الجماعية بدت أنها تفسير مناسب لكيفيّة تطور الأشكال. تمّ أخيراً تنفيذ هذه المهمّة في نهاية القرن العشرين مع وصول تقنية الحمض النووي المؤتلف، عندما تمكّن علماء الأحياء من البدء في استكشاف كيفيّة التحكّم الفعلي في التنمية.

### المحتوى
يتكون جسم مفصليات ثلاثية الفصوص من العديد من اللويحات المتشابهة (شرائح لبجسم مع أزواج من الزوائد). ويمكن أن يتم ذلك عن طريق الاستخدام المتكرر لمجموعة الأدوات الجينية نفسها.
القسم الأول صناعة الحيوانات
1. العمارة الحيوانيّة: الأشكال الحديثة، التصاميم القديمة
يجادل كارول بأن العديد من الحيوانات لها تصميم وحدات بأجزاء متكرّرة، كما هو الحال في ثلاثيّة الكائنات ذات الأجزاء المتكرّرة، أو الأصابع المتكرّرة لليد البشريّة.
2. الوحوش، المسوخ، وسيّد الجينات
يدرس علماء الأجنّة تطوّر الأجسام، والشذوذ عندما تسوء الأمور، مثل المتغيّرات الجنسيّة عند تغيير جزء من الجسم إلى جزء آخر (على سبيل المثال، يصبح هوائي ذبابة الفاكهة ساق مع متحوّلة أنتينابيديا).
3. من إشريكية قولونيّة إلى فيل
يروي هذا الفصل حكاية الشيفرة الوراثيّة ومشغّل اللاكتوز، التي توضّح أن البيئة والمفاتيح الوراثيّة تتحكّم في التعبير عن الجين. يقدّم أيضاً مجموعة أدوات الجينات النمائيّة التطوريّة.
4. صناعة الأطفال: 25000 جين، بعض الاحتماعات المطلوبة
يبحث كارول في كيفيّة التحكّم في التطوّر الجيني لذبابة الفاكهة ويصف اكتشافاته الخاصة في عام 1994).
5. المادة المظلمة للجينوم: تعليمات التشغيل لمجموعة الأدوات الجينية
يصف هذا الفصل كيف يتمّ تشغيل وإيقاف تشغيل الجينات في تسلسل زمني محدّد بدقّة وبنمط ثلاثي الأبعاد في الجنين النامي، وكيف يمكن تعديل المنطق عن طريق التطوّر لإنشاء أجسام حيوانيّة مختلفة.
القسم الثاني الأحافير والجينات وصنع التنوع الحيواني
6. الانفجار الكبير لتطوّر الحيوان
شهد الإشعاع الكامبري انفجاراً كبيراً في مجموعة متنوعة من مخطّطات جسم الحيوان، من الديدان المسطّحة والرخويات إلى المفصليّات والفقاريّات. يشرح كارول كيف أن تغيير نمط التعبير الجيني (Hox) شكّل أجسام أنواع مختلفة من المفصليات وأنواع مختلفة من الفقاريّات.
7. الانفجارات الصغيرة: الأجنحة والاختراعات الثوريّة الأخرى
هذا الجنين الخاص بذبابة الفاكهة ملطّخ من أجل إظهار تعبير بعض الجينات التي تتحكّم في تطوّرها.
يشرح هذا الفصل كيف يعمل التطوّر في إطار سلسلة معيّنة، حيث يتخصّص في أطراف المفصليّات من كونها متشابهة إلى «جميع الأدوات المختلفة التي يحملها جراد البحر»، و (يكتب) أدوات أكثر من السكين السويسريّة.
8. كيف حصلت الفراشة على بفعها
مردّداً ألقاب «مجرّد قصص للأطفال» الخاصّة بـ«روديارد كيبلينغ»، يوضّح كارول كيف تطوّرت أنماط أجنحة الفراشة، بما في ذلك اكتشافه لدور الجين البعيد، حتّى ذلك الحين المعروف في تطوّر الأطراف. من الواضح أنّه يمكن إعادة استخدام المفتاح الوراثي لأغراض مختلفة.
9. الرسام الأسود
ينظر كارول إلى خطوط الحمار الوحشي، والكآبة الصناعيّة في العثّة المليئة بالبقع وبقع القطط الكبيرة، وجميع أمثلة التحكّم في الأنماط في الحيوانات، وصولاً إلى المستوى الجزيئي.
10. عقل جميل: صنع الإنسان العاقل
يناقش هذا الفصل كيف يختلف البشر عن القردة الأخرى ولماذا لا توجد العديد من الجينات الهيكليّة للاختلافات. معظم التغييرات في التحكّم الجيني، وليس في البروتينات.
11. أشكال أجمل لانهاية لها
يختتم كارول بإعادة زيارة أصل الأنواع الخاص بداروين، بدءاً من كيفية تطوير داروين للفقرة الأخيرة من كتابه، ولم يتبقّ سوى هذه الكلمات «لم يتم المساس بها بالكامل في جميع الإصدارات». ويوضّح أن النماء التطوّري هو حجر الأساس لتوليف التطور وعلم الوراثة وعلم الأجنّة ليحل محلّ «التوليف الحديث» لبيولوجيا القرن العشرين.

### الرسوم التوضيحية
يتّضح من الكتاب صور فوتوغرافيّة، مثل تطوير أجنّة ذبابة الفاكهة المصبوغة لإظهار تأثيرات مجموعة الأدوات الجينية، ورسومات خطّية لجيمي دبليو كارول وجوش ب. كلايس ولين م. أولدز.

## الجوائز
- أفضل كتاب علمي في هذا العام حسب مجلّة ديسكوفر، 2005.[7]
- أفضل كتاب علمي لهذا العام حسب يو إس أي توداي، 2005.[7]
- جائزة بانتا، من جمعيّة مكتبة ويسكونسن، 2006.[7]
- النهائي، 2005 جائزة لوس أنجلوس تايمز للكتاب (العلوم والتكنولوجيا).[7]
- النهائي، 2006 جائزة الأكاديمية الوطنية للعلوم.[7]

## التلقّي
وصف عالم الأحياء التطوّري لويس ولبرت، الذي يكتب بالعالم الأمريكي، «أشكال أجمل لانهاية لها» كتاب جميل ومهمّ. وقد لخّص رسالة الكتاب بعبارة «كما أوضحت نظريّة داروين، تطوّرت هذه الأشكال المتعددة نتيجة لتغييرات صغيرة في النسل والانتقاء الطبيعي لتلك التي تمّ تكييفها بشكل أفضل مع بيئتها. وهذا الاختلاف الناتج عن التعديلات في الجينات التي تتحكّم في سلوك الخلايا في الجنين النامي، وبالتالي لا يمكن للمرء فهم التطوّر دون علاقته الأساسيّة بتطوّر الجنين». لاحظ ولبرت أن كارول ينوي شرح علم الأحياء النمائي التطوّري، و«حقّق ببراعة ما أراد فعله».
لاحظت المراجعة في مجلة العلوم الحيوية أن الكتاب بمثابة قصص جديدة فقط، يشرح «البقع والشرائط والنتوءات» التي لفتت انتباه روديارد كيبلينغ. امتدحت المراجعة كارول على معالجته للتطوّر الإنساني وتغطية المفاهيم الأساسيّة لما أسماه تشارلز داروين عظمة «النظريّة التطوريّة» للحياة، مما يوحي بأنه «سوف يتم إحياء كيبلينغ».
كاتب العلوم بيتر فوربس، الذي يكتب في صحيفة الغارديان، وصفه بأنّه «كتاب أساسي» ومؤلّفه «عالم مميز.. وأحد كبار كتّابنا العلميين» جادل أيضاً بأن الكتاب كان أهم كتاب علمي شعبي منذ كتاب «صانع الساعات الأعمى» الذي كتبه ريتشارد دوكنز، «وفي الواقع هذا الكتاب هو تكملة لكتاب داروين هذا».